# Vol Korean Air Cargo 6316
Le vol Korean Air Cargo 6316 (aussi connu comme KAL6316 et KE6316) était un vol cargo international assuré par Korean Air Cargo, qui assurait la liaison entre Shanghai, en Chine, et Séoul, en Corée du Sud. Le 15 avril 1999, le McDonnell Douglas MD-11 effectuant habituellement ce trajet s'est écrasé à Xinzhuang, prés de Shanghai, peu de temps après avoir décollé de l'aéroport d'Hongqiao, tuant les 3 membres d'équipage à bord et 5 personnes au sol. En outre, 42 autres personnes au sol ont été blessées, dont quatre grièvement.

## Avion et équipage
L'aéronef effectuant ce vol était un McDonnell Douglas MD-11F, immatriculé HL7373 (numéro de série 48409/490), propulsé par trois moteurs Pratt & Whitney PW4462. Construit en février 1992, cet avion a été livré à Korean Air, en tant qu'avion de transport de passagers, le 24 mars 1992. En 1996, l'avion a été converti pour le transport de fret. Il totalise 28 347 heures de vol et 4 463 cycles (décollage/atterrissage) au moment de l'accident.
L'équipage se composait du commandant de bord de 54 ans, Hong Sung-sil (coréen : 홍성실), ainsi que du copilote Park Bon-suk (coréen : 박본석) âgé de 35 ans et de l'ingénieur de vol de 48 ans, Park Byong-ki (coréen : 박병기). Au moment de l'accident, le commandant Sung-sil totalise 12 898 heures de vol à son actif (dont 4 856 heures sur MD-11), tandis que le copilote Bon-suk cumule 1 826 heures de vol (dont 1 152 heures sur MD-11).

## Accident
Chargé avec plus de 68 tonnes de marchandise, le vol 6316 a décollé de la piste 18 de l'aéroport international de Shanghai Hongqiao à environ 16 h. Après le décollage, l'avion reçut l'autorisation de grimper à 900 mètres (2 950 pieds), après que le copilote eut contacté le service des départs de l'aéroport d'Hongqiao.
Les pilotes ont été informés que le décollage serait effectué selon la procédure standard sur cet aéroport. L’équipage a correctement saisi cette procédure dans le système de gestion de vol (FMS) de l’avion. Il doit initialement survoler une balise non directionnelle (NDB), située à environ 6 km le long de la piste 18 ; l'avion tourne ensuite à gauche en direction d'un radiophare omnidirectionnel VHF (VOR) avant de le survoler, en tant que deuxième point de cheminement.
Lorsque le commandant de bord a activé le pilote automatique, à une altitude de 120 m (400 pieds), il a supposé à tort que l'avion tournerait immédiatement à gauche en direction du VOR. Le pilote automatique a continué la montée jusqu'à 900 m, mais n'a pas initié de virage à gauche car la NDB n'avait pas encore été survolé à ce moment-là. Les pilotes, qui ne s'étaient pas suffisamment familiarisés avec les procédures de décollages depuis la piste 18, n'ont pas pu expliquer cette absence de changement de cap par l'appareil. 
Alors que l'équipage continuait à être distrait par ce prétendu problème, le copilote, alors chargé des communications radio, a reçu des instructions de la tour de contrôle pour contacter le contrôle des départs à 16 h 2. Quelques instants plus tard, les pilotes ont reçu l'ordre de tourner à gauche en direction de la balise NHW et de monter à 1 500 m. Au même moment, l'avion a amorcé un virage à gauche mais sans prendre de l'altitude, car le commandant de bord avait entre-temps changé le mode du pilote automatique. Ainsi, à 16 h 3, le contrôle des départs a demandé à l'équipage de monter une deuxième fois à 1 500 m. Le copilote a transmis l'ordre de monter au commandant de bord, mais sans lui donner d'altitude.
Ce n'est qu'une fois que l'avion a commencé à monter à que le commandant de bord a demandé l'altitude de vol voulue par le contrôle aérien. Le copilote lui a alors indiqué à deux reprises par erreur 1 500 pieds (460 m) au lieu de 1 500 m (4 900 pieds). À ce moment-là, l'avion se trouvait à une altitude d'environ 1 350 m (4 440 pieds). 
Supposant à tort que l'avion serait à près de 910 m (3 000 pieds) trop haut par rapport à l'altitude autorisée, le commandant de bord a poussé brusquement et brutalement le manche vers l'avant, a réduit la puissance des moteurs et régler le compensateur de l'empennage horizontal dans une position à piquer, provoquant une descente très raide de l'avion, à plus de 10 000 mètres/minute (34 000 pieds/minute). 
À 16 h 4, l'avion est devenu incontrôlable en raison des forces aérodynamiques extrêmes lors de la plongée et, finalement, s'est écrasé dans une zone industrielle de Xinzhuang, située à environ 10 kilomètres au sud-ouest de l’aéroport d'Hongqiao. Le MD-11 percuta le sol à une vitesse de près de 398 nœuds (740 km/h) et avec une assiette à piquer d'environ 20 à 40° ; la violence du choc a pulvérisé l'appareil et détruit plusieurs maisons et bâtiments commerciaux. Outre les trois membres d'équipage sud-coréens à bord, deux élèves et trois travailleurs migrants au sol ont également péri dans le crash, tandis que 42 personnes supplémentaires au sol ont été blessées.
L'accident a été enregistré par le bureau de l'administration sismique de Shanghai, qui a indiqué que les forces de l'impact avaient généré l'équivalent d'un tremblement de terre de magnitude 1,6.

## Enquête
Le 27 avril 1999, l'enquête préliminaire menée par l'Administration de l'aviation civile de Chine (CAAC), avec la participation du Conseil national de la sécurité des transports (NTSB) américain et du Bureau coréen de l'aviation civile (en) (KOCA), n'a révélé aucune preuve d'explosion ou d'une défaillance mécanique avant l'impact. Les enquêteurs ont également exclu un dysfonctionnement du pilote automatique ou du FMS de l'avion, ainsi qu'un déplacement de la cargaison dans la soute.
En juin 2001, une enquête plus approfondie réalisée par la CAAC a démontré que le commandant à réagi de manière excessive à cette lecture incorrecte de l'altitude par le copilote, qui avait confondu 1 500 m (4 900 pieds), soit l'altitude requise par le contrôle aérien, avec 1 500 pieds. 
La Chine a commencé à appliquer la nouvelle Convention de l'aviation civile internationale en 1974. Cependant, comme pour d'autres pays dans une situation similaire, la convention n'obligeait pas à l'époque les compagnies aériennes utilisant le système métrique à s'adapter aux pays anglo-saxons utilisant le système impérial.
La réaction excessive du commandant de bord a été difficile à comprendre pour les enquêteurs, d'autant plus que les pilotes avaient déjà reçu l'autorisation d'une montée initiale à 900 m (équivalent à environ 2 950 pieds) avant le décollage et se trouvaient donc déjà au-dessus de 1 500 pieds avant d'entamer la phase de montée suivante. L'équipage a initié la procédure de récupération de cette descente abrupte trop tardivement et cela a été rendu encore plus difficile par le réglage incorrect du compensateur de l'empennage horizontal.
La commission d'enquête a critiqué la planification inadéquate et superficielle de la procédure de décollage, qui s'est déroulée dans le cockpit et a été enregistrée par l'enregistreur phonique (CVR). Ces enregistrements ont clairement montré que le commandant en particulier avait beaucoup de difficultés à mémoriser les mesures d’altitude en pieds et à les convertir en mètres.